# Сам у кући 5: Празнична пљачка
Сам у кући 5: Празнична пљачка (енгл. Home Alone: The Holiday Heist) је амерички телевизијски хумористички филм из 2012. године, режисера Питера Хјуита. Пети је филм у серијалу Сам у кући и други, после филма Сам у кући 3, који се не фокусира на породицу Мекалистер. Главне улоге тумаче Кристијан Мартин, Еди Стиплес, Џодел Ферленд, Даг Мари, Ели Харви, Деби Мејзар и Малком Макдауел. Филм је премијерно приказан на каналу ABC Family 25. новембра 2012. године. Добио је углавном негативне рецензије критичара, премда су га сматрали побољшањем у односу на четврти филм.

## Радња
Породица Бакстер се сели из Калифорније у Мејн и усељава се у своју нову кућу током божићне сезоне. Десетогодишњи Фин Бакстер и његова старија сестра Алексис су технофили који се изолују од својих родитеља Кертиса и Кетрин и спољашњег света. Фин често игра видео-игре, а Алексис не испушта телефон из руку. Када га отац подстакне да стекне нове пријатеље, Фин се спријатељи са Мејсоном, дечаком из комшилука, који му открива легенду о угушеном гангстеру чији дух прогања нови дом Бакстерових, што оставља Фина параноичним..
Када породица оде у божићну куповину, група лопова коју чине Синклер, Џесика и њихов нови обијач сефова Хјуз спроводи свој план да провале у кућу и украду стару, давно изгубљену слику Едварда Мунка вредну 85 милиона долара, несвесни да су се нови власници уселили. Не успевају да лоцирају слику у подрумском сефу. Док се Бакстерови враћају кући, лопови брзо беже. Увече, Кертис и Кетрин одлазе на божићну забаву коју организује Кетринин нови шеф, господин Карсон, а Фин и Алексис остају сами у кући. Фину није дозвољено да игра видео-игре, а Алексис може да користи свој телефон само за хитне позиве.
Те ноћи лопови планирају да се врате, мислећи да ће кућа бити празна. Синклер се поверава Џесики и Хјузу да је слика коју траже Удовица, портрет његове прабаке и њене породице која је украдена пре више деценија. У међувремену, Фин се упушта у авантуру у кући и проналази резервни контролер. Трагајући за новим батеријама, случајно убацује једну у подрум. Фин тера Алексис да пође са њим да би је узео и они проналазе сеф откључан и тајну собу иза њега, у којој се налази слика коју Синклер тражи. Уплашен портретом, Фин бежи, а Алексис случајно покреће замку и завршава закључана у соби.
Како се снежна олуја погоршава, Кертис и Кетрин су приморани да остану на божићној забави, бринући за своју децу код куће. Док је Алексис закључана иза сефа, Фин иде у куповину потрепштина у продавници гвожђара да би је извукао, али може себи да приушти само конопац. Након што је наишао на Синклера, чује како троје лопова разговарају о плановима да провале у његову кућу. Журећи кући, Фин прича свом онлајн пријатељу Сајмону о ситуацији у којој се нашао. Фин поставља бројне замке око куће. Лопови су приморани да пролазе кроз замке, при чему бивају повређени, а Џесика је прекривена катраном. Ускоро, Кертис и Кетрин проналазе начин да се одвезу кући. Користећи Финову ознаку из игре и податке о кредитној картици његових родитеља, забринути Сајмон их контактира да их упозори на опасност у којој су њихова деца нашла, али они сумњају на њега и уместо тога позивају полицију.
Вративши се у кућу, Синклер, Џесика и Хјуз хватају Фина и закључавају га у аутомобилу. Синклер и Хјуз крећу да отворе сеф. Мејсон, међутим, спасава Фина бацајући грудве на Џесику. На крају успева да је онесвести.
У међувремену, Синклер и Хјуз улазе у сеф, проналазећи слику и Алексис, која прети да ће је уништити. Фин бежи и ослобађа Алексис док покреће замку која закључава двојицу лопова у подруму, што на Сајмоновој телевизији гледају полицајци који су дошли да га приведу. Пошто је Мејсон заробио Џесику до врата у снешку белићу без главе, полиција стиже да ухапси лопове. Бакстерови добијају четири пропуснице за музеј и 30.000 долара као награду за хватање бегунаца и враћање слике. Како би се искупили за неприлике, Финови родитељи шаљу Сајмону авионску карту да се врати кући и проведе Божић са породицом.
На Божић, Фин добија сноуборд и нову видео-игру. Алексис добија таблет рачунар, а њихов отац водич за камповање. Фин одлучује да се одмори од видео-игара и оде на сноубординг са Мејсоном, сада својим најбољим пријатељом. Последња сцена показује како лопови позирају за фотографије у полицијској станици.

## Улоге
| Глумац           | Улога           |
| ---------------- | --------------- |
| Кристијан Мартин | Фин Бакстер     |
| Џодел Ферленд    | Алексис Бакстер |
| Малком Макдауел  | Синклер         |
| Деби Мејзар      | Џесика          |
| Еди Стиплес      | Хјуз            |
| Ели Харви        | Кетрин Бакстер  |
| Даг Мари         | Кертис Бакстер  |
| Ед Аснер         | господин Карсон |
| Питер Дакуња     | Мејсон          |

## Продукција
Оригинално под насловом Сам у кући: Сам у мраку, развој филма је почео у марту 2012. у продукцији између ABC Family-ја и Fox TV Studios-а. Обе продукцијске компаније су заједно радиле филм Сам у кући 4: Повратак кући из 2002. године.
Филм је сниман у Винипегу, Манитоба, у Канади.